# Sítio Arqueológico de São Lourenço Mártir

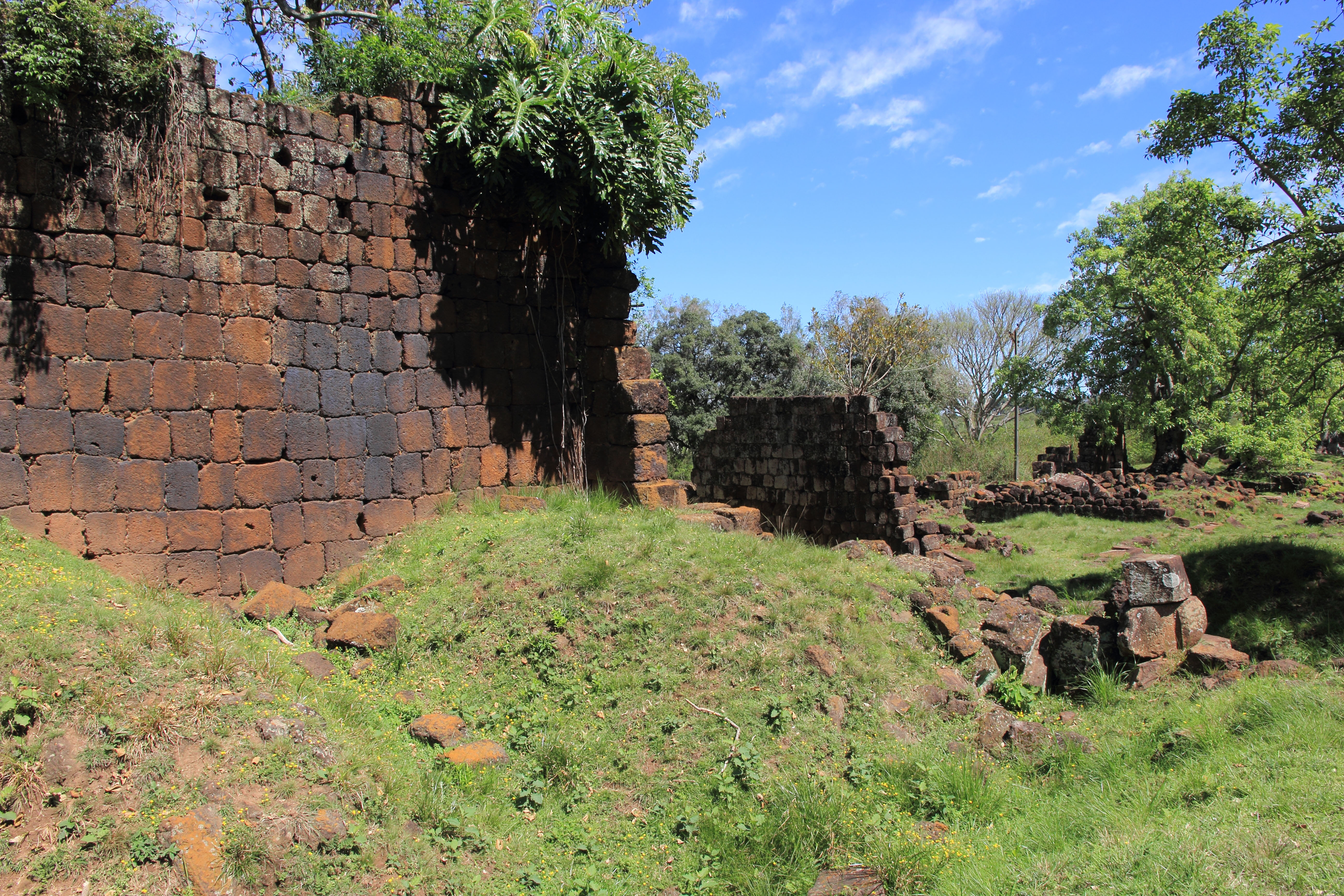
Parte das ruínas do Sítio Arqueológico de São Lourenço Mártir localizado em São Luiz Gonzaga, RS. Fotografia de Halley Pacheco de Oliveira, de 2013.

O Sítio Arqueológico de São Lourenço Mártir é um conjunto de ruínas remanescentes da redução jesuítica homônima, que fazia parte dos Sete Povos das Missões. Está localizado no distrito de São Lourenço das Missões, no município gaúcho de São Luiz Gonzaga, a 30 quilômetros da sede, e seu acesso se dá pela BR-285. A redução de São Lourenço Mártir foi fundada em 1690 e foi uma das maiores reduções dos Sete Povos, alcançando o povoamento com quase 7.000 indígenas.

## História
A partir de 1609, os missionários da Companhia de Jesus começaram um processo de catequização dos índios da Província do Paraguai. O interesse do Império Espanhol era conquistar e colonizar as terras da Bacia Platina, principalmente com o objetivo de converter os indígenas ao cristianismo. Entre 1609 a 1706, os jesuítas expandiram seu movimento para a região de Tape, no Rio Grande do Sul. As Reduções do Tape estão relacionadas à primeira fase missioneira, período que corresponde a 1626-1637. Neste período que durou 11 anos, as reduções construídas não foram capazes de se desenvolverem por causa da resistência indígena. Em 1641, os padres missionários deixaram o Rio Grande do Sul, após a Batalha de M'Bororé, entre os guaranis e bandeirantes.
Já em 1682, os padres voltaram à região para fundar os Sete Povos das Missões, com o objetivo de garantir a posse de terras para a coroa espanhola. Os Sete Povos, portanto, fazem parte da segunda fase missioneira. O primeiro povoado desta segunda fase foi São Francisco de Borja (1682), depois se reergueu São Nicolau, São Miguel Arcanjo e foram fundadas as reduções de São Luiz Gonzaga, São Lourenço Mártir (1690), São João Batista (1697) e Santo Ângelo Custódio (1706), o último dos Sete Povos.
São Lourenço Mártir foi, então, fundada em 1690, com nativos provenientes da redução argentina de Santa María la Mayor, descendentes dos fugitivos de Guaíra, que se instalaram no local liderados pelo padre Bernardo de la Vega. Em 1731, o sítio tinha aproximadamente 6.400 indígenas, fazendo desta uma das maiores reduções dos Sete Povos.
Os Sete Povos foi uma das poucas missões colocadas em prática com êxito. Muitas vezes surgiam conflitos entre os indígenas, os missionários e até mesmo os latifundiários - que, diferentemente dos jesuítas, queriam usar os índios para trabalho escravo -, de forma a impedir o desenvolvimento do aldeamento. Principalmente os fatores econômicos das reduções do Rio Grande do Sul comprovam a ação jesuítica bem-sucedida. Entre as principais atividades da redução, a produção de erva-mate e o desenvolvimento da pecuária tiveram grande importância no período. A erva-mate foi um importante meio utilizado pelos padres para substituir o consumo de bebida alcoólica. Por isso, os padres garantiam que ela fosse tão proliferada entre as Missões.
Os padres eram responsáveis por sustentar a redução, por isso, foi preciso a expansão cada vez maior do trabalho e da diferenciação de serviços para suprir as necessidades da comunidade. Nesse processo, o principal problema foi a cultura tribal do guarani pré-jesuítico, que tinha costumes como a doação e a falta de interesse por tarefas cansativas e repetitivas. Assim, foi necessário que os missionários encontrassem formas de estimular os índios a realizarem as tarefas diária. A maneira mais usada era a competição por meio de jogos, trabalho em equipe e campeonatos. Por outro lado, os padres exploraram de maneira positiva o coletivismo guarani ancestral.
Os jesuítas reorientaram o trabalho indígena, tornando-o mão de obra especializada. A economia missionária se caracterizava pela autossuficiência e pela produção de excedente. Dessa forma, o processo civilizatório imposto pelos jesuítas foi facilitado. As comunidades dos Sete Povos tornaram-se pioneiras e com um modelo único de organização social, que se baseava em uma estrutura cooperativa, com a interligação de uma rede de estradas e portos fluviais.

## Companhia de Jesus

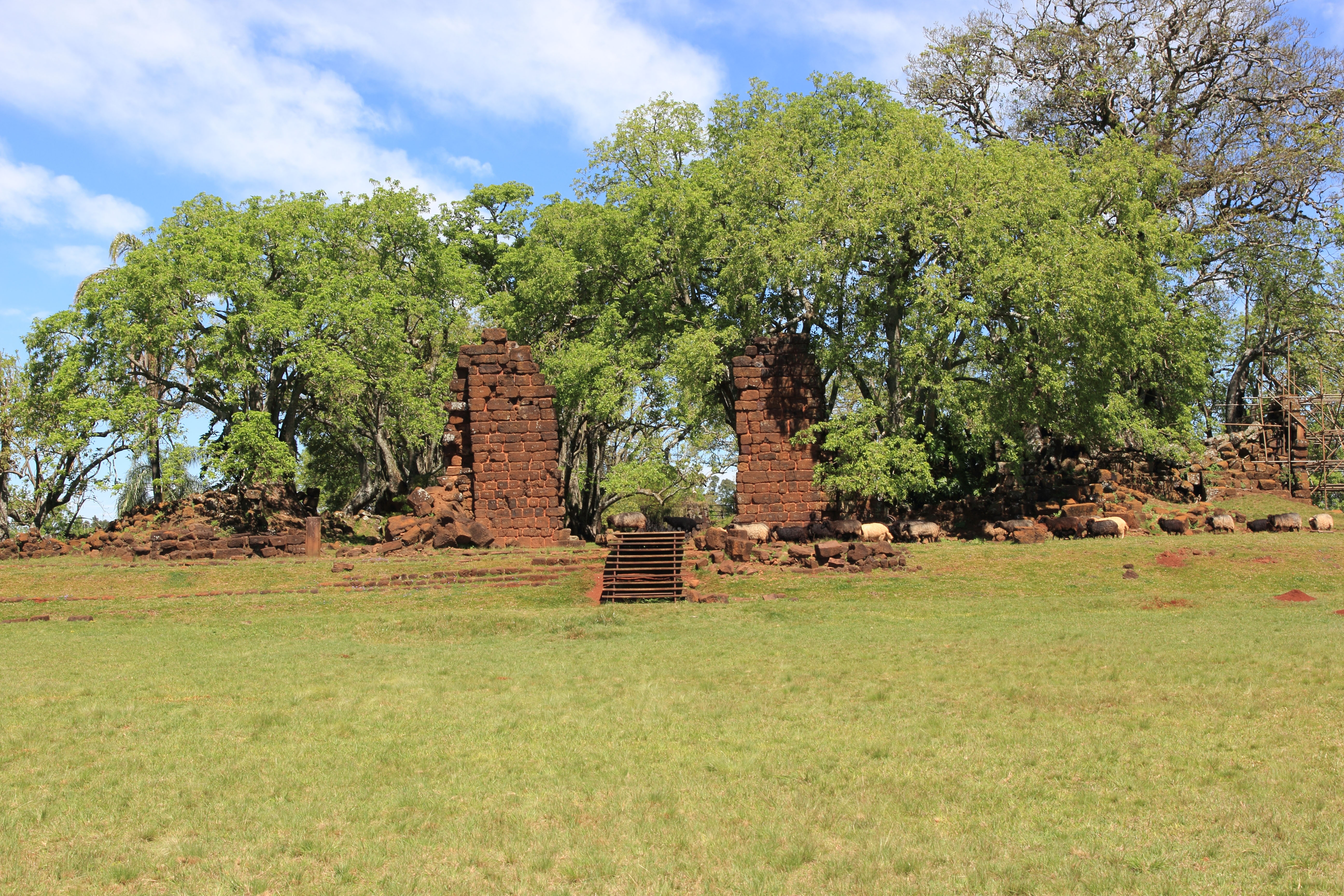
Parte das ruínas do sítio. Fotografia de Halley Pacheco de Oliveira, de 2013.

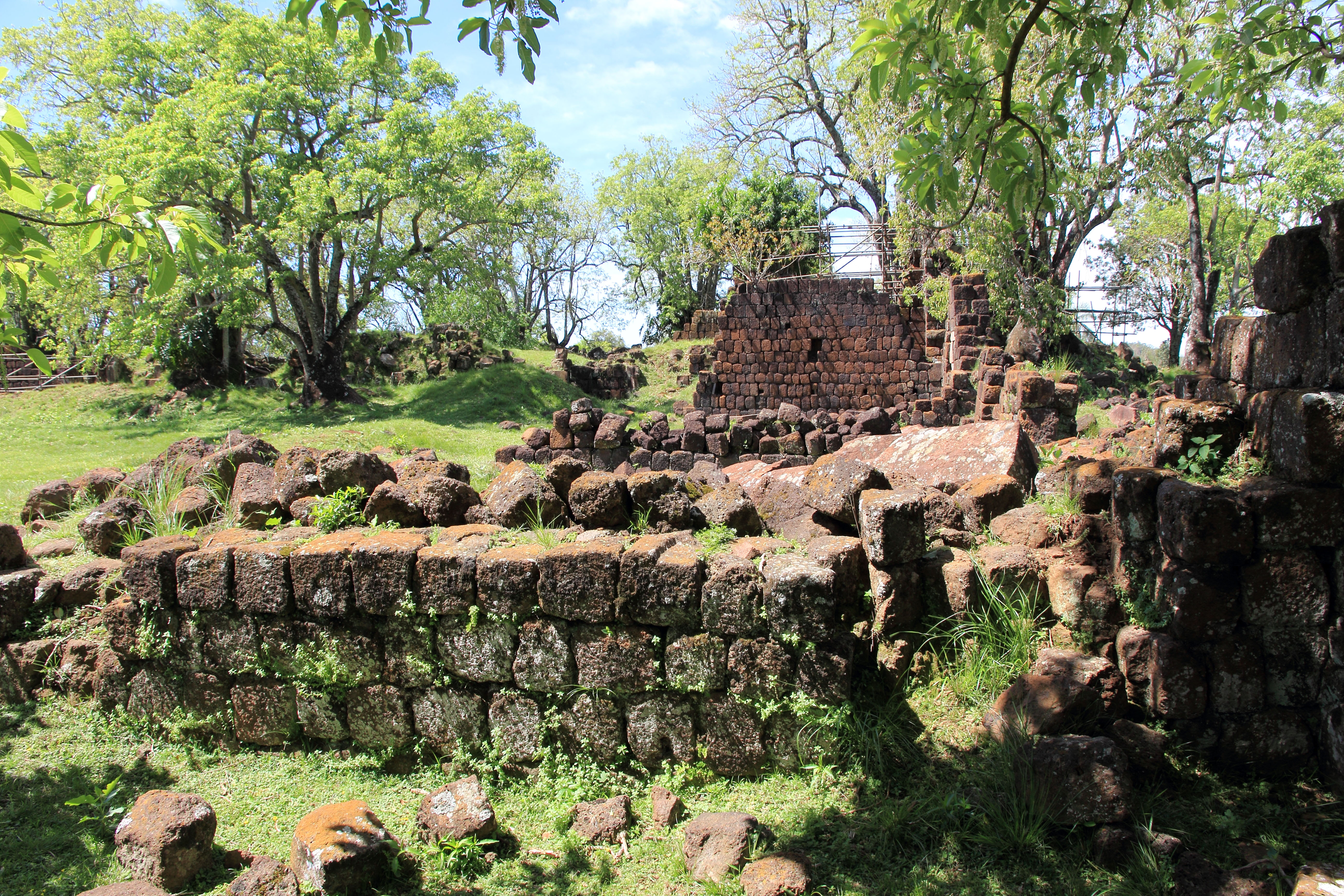
Parte das ruínas do sítio. Fotografia de Halley Pacheco de Oliveira, de 2013.

A Companhia de Jesus foi fundada em agosto de 1534, por Santo Inácio de Loyola e outros estudantes da Universidade de Paris, com o objetivo de prestar serviços à Igreja Católica. A Companhia, em 1540, foi legitimada enquanto nova Ordem católica pelo papa Paulo II. Desde então, os jesuítas se tornaram responsáveis pela fundação de colégios e universidades, além por liderarem e se associarem a projetos que visavam a catequização ao redor do mundo ainda não-cristão. Esse processo ocorreu por meio da expansão marítima europeia, principalmente portuguesa e espanhola.
A Companhia teve a principal finalidade de combater o movimento protestante, e por isso foi criada em pleno período de Contrarreforma. A prioridade era a atividade missionária e a educação religiosa, que inclusive, no caso das missões no sul da América, contou com uma articulação complexa, unindo esforços políticos, institucionais e logísticos. A Companhia de Jesus teve influência até mesmo nas Índias e Extremo Oriente. Atualmente, é constituída por mais de 24.000 membros em 120 países.
Na América portuguesa, as atividades jesuíticas iniciaram no ano de 1549 e ficaram conhecidas pelas famosas cartas trocadas entre os padres jesuítas Manoel da Nóbrega e José de Anchieta, desde meados do século XVI, que relatam o contato com os indígenas da colônia e suas tentativas de conversão do povo local para o cristianismo. As missões jesuíticas começaram muito tempo antes da fundação dos Trinta Povos das Missões, que faz parte da primeira fase missioneira (1626-1637), na região de Tape.

## Declínio dos Sete Povos das Missões
Os Sete Povos das Missões teve suas reduções destruídas em 1756, em decorrência da Guerra Guaranítica.
A Guerra Guaranítica se refere aos diversos conflitos militares que aconteceram em 1754 e 1756, entre os guaranis e as tropas portuguesas e espanholas, após Portugal e Espanha assinarem o Tratado de Madri (1750). A Guerra ocorreu na região sudoeste do Brasil e é considerada o principal levante indígena brasileiro contra os colonizadores europeus até hoje. Uma de suas principais causas deveu-se às disputas territoriais entre Portugal e Espanha durante o período.
O Tratado remarcou a divisão de terras da América do Sul entre os portugueses e espanhóis. Nele, ficou estipulado que a região dos Sete Povos das Missões, no Rio Grande do Sul, que na época era da Espanha, deveria ser entregue para domínio português. E a Espanha, por sua vez, receberia a Colônia do Sacramento. No entanto, os jesuítas das reduções dos Sete Povos não aceitaram o acordo e, em 1754, ocorreu o primeiro conflito da Guerra Guaranítica entre os portugueses e os índios então armados pelos missionários. As tropas espanholas entraram na batalha ao lado de Portugal, na tentativa de fazer com que o Tratado de Madri fosse cumprido.
O conflito resultou na morte de mais de 20 mil guaranis da região dos Sete Povos, as reduções foram destruídas e os jesuítas tiveram sua influência reduzida na região sul do Brasil.

## Arquitetura
O aldeamento seguia um plano urbanístico determinado por lei, com poucas variações entre uma redução e outra. O padrão consistia em uma rua principal que dava acesso à Igreja, e esta era a principal construção da redução. Na praça ao centro, ocorriam os desfiles militares, encenações religiosas e festas. Ao redor da praça os blocos de casas indígenas ficavam alinhados de forma ordenada, permitindo que o crescimento do povoado fosse planejado.

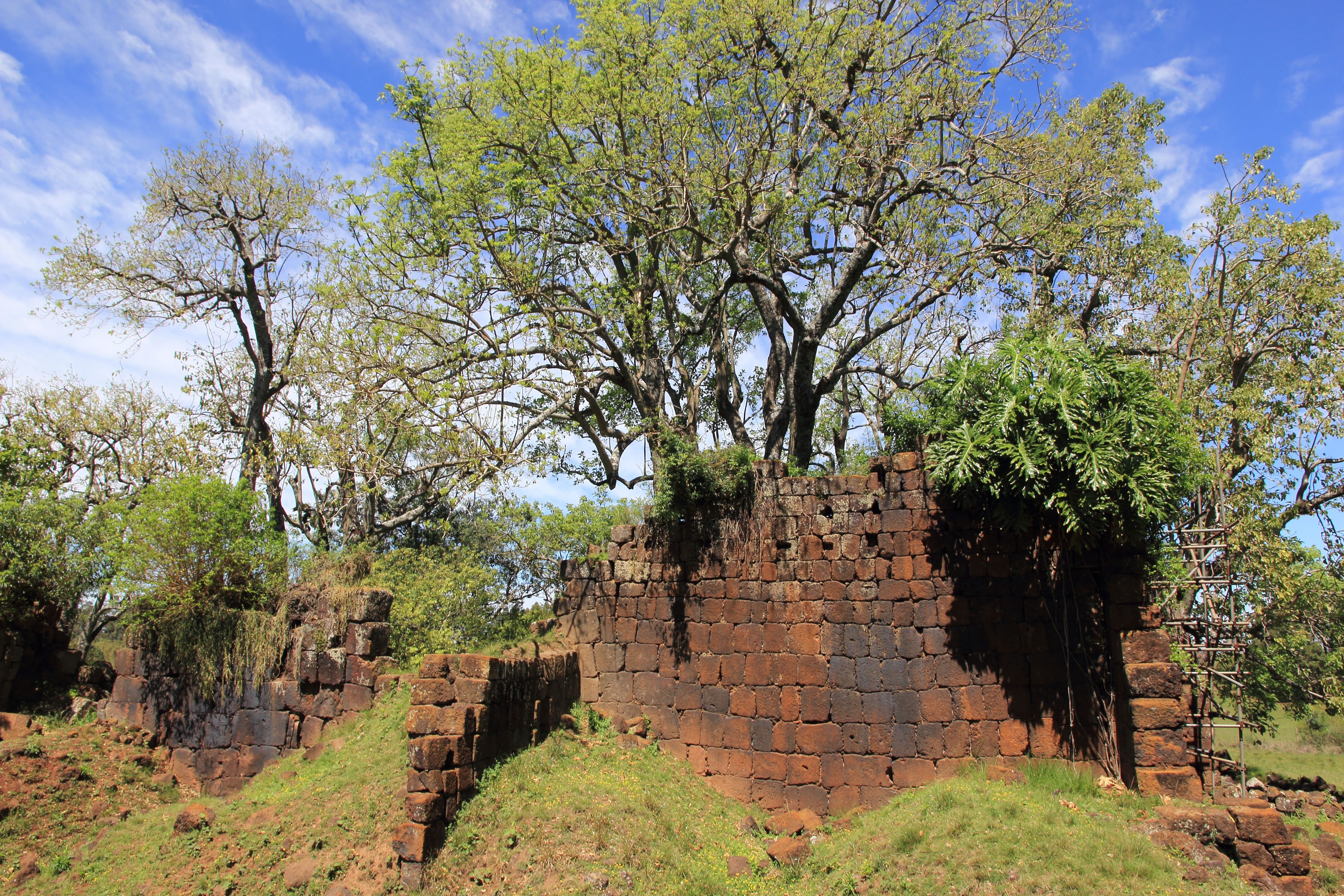
Parte das ruínas do sítio. Fotografia de Halley Pacheco de Oliveira, de 2013.

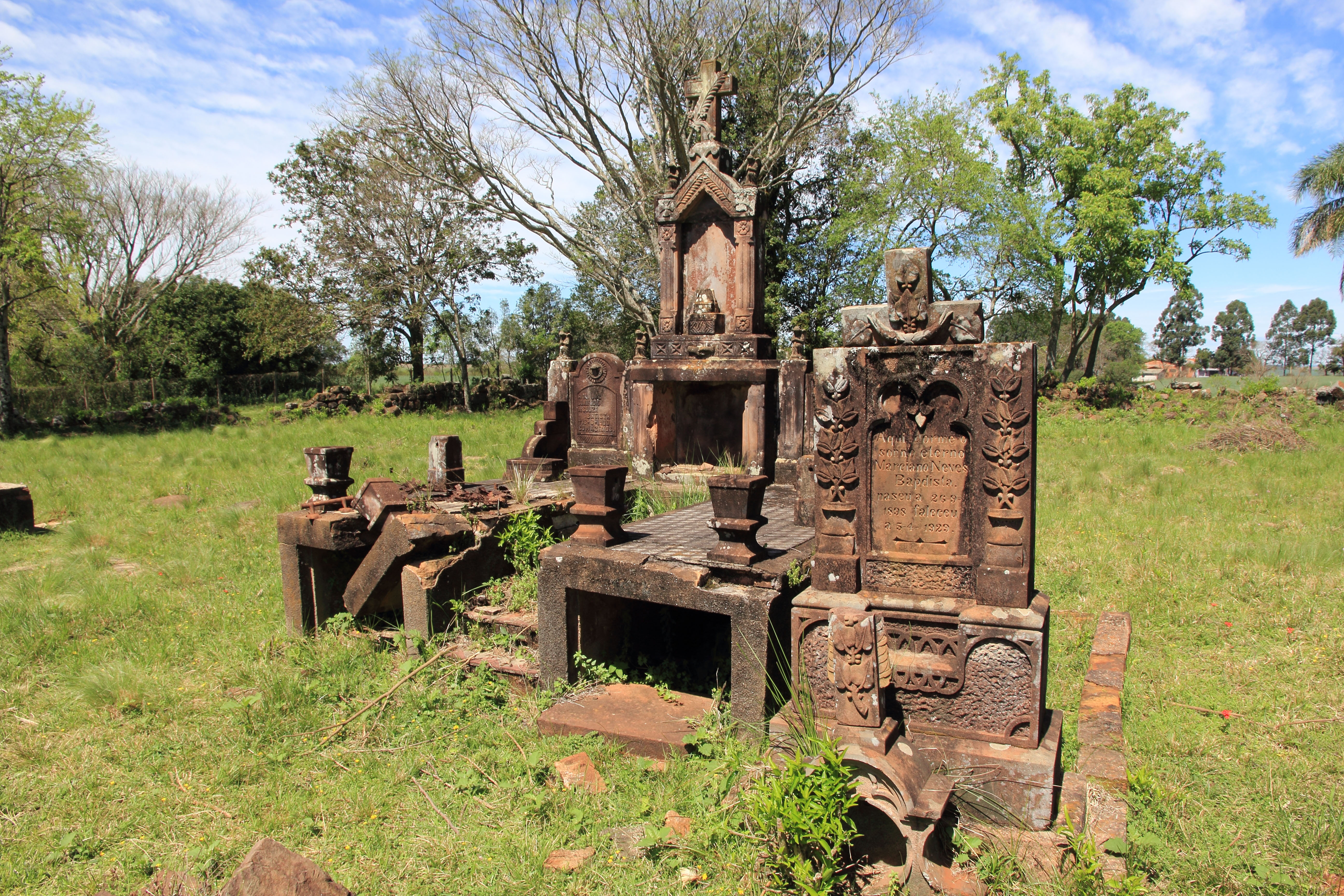
Parte das ruínas do sítio. Fotografia de Halley Pacheco de Oliveira, de 2013.

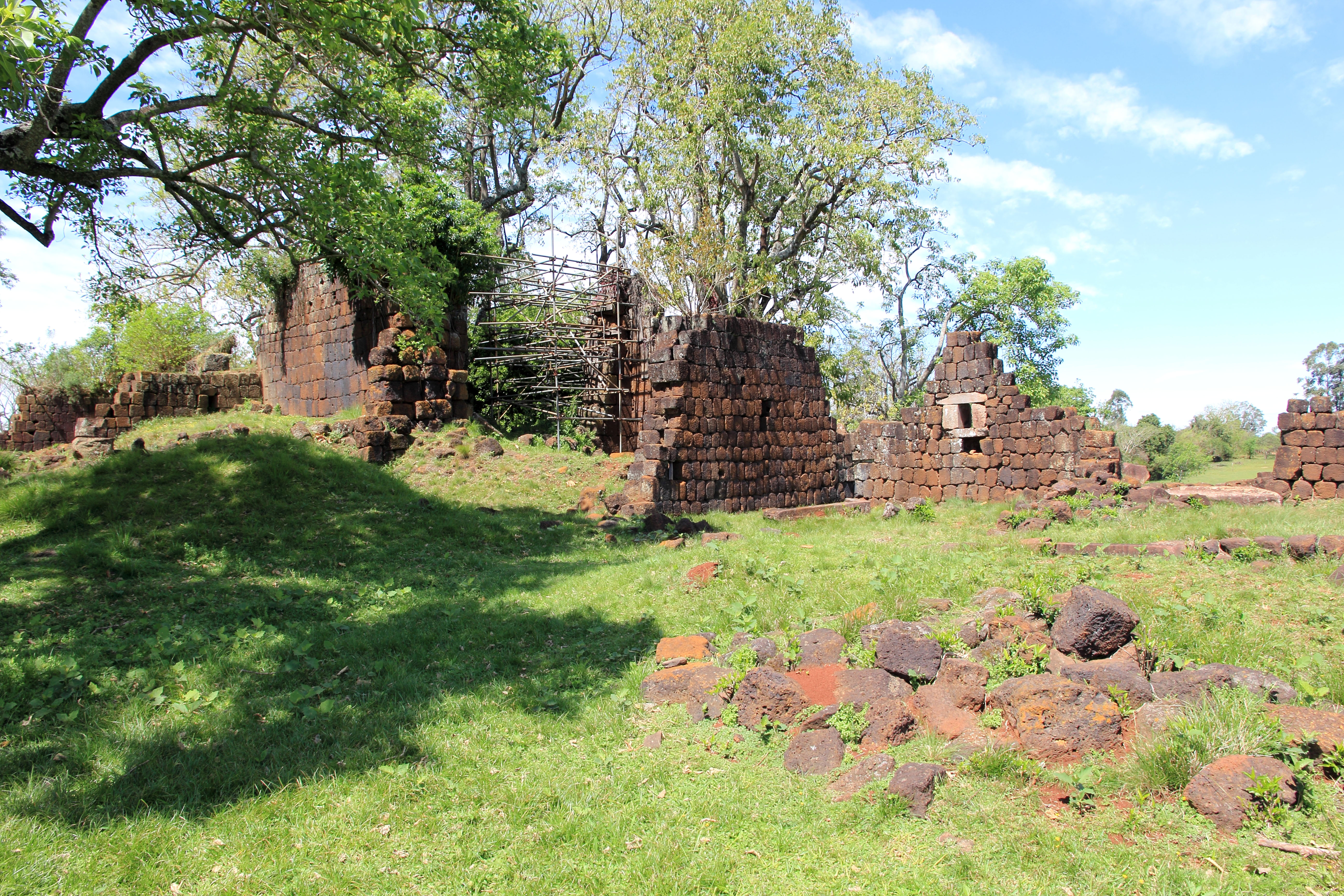
Parte das ruínas do sítio. Fotografia de Halley Pacheco de Oliveira, de 2013.

Junto à igreja ficavam os prédios que eram utilizados por toda a comunidade. A casa dos padres, as oficinas e o colégio do povoado ficavam de um lado da igreja. As moradias e instituições tinham espaços amplos e grande pátios internos. Já do outro lado da igreja ficava o cemitério e o cotiguaçu (casa de abrigo para órfãos e viúvas). A quinta dos padres ficava atrás da igreja, onde hortaliças e árvores frutíferas eram cultivadas.
Na periferia das reduções, existiam fontes de água, olarias para a fabricação de tijolos de barro (chamados adobe) e as telhas para construção das casas. Além disso, existiam curtumes, açudes, capelas, estâncias e ervais. Algumas pesquisas e achados arqueológicos ainda demonstram a existência de uma rede de esgoto e água que abastecia as reduções.
Atualmente, são poucas as paredes da igreja que continuam intactas, mas mesmo assim são capazes de mostrar a dimensão e grandiosidade do lugar. O prédio tem aproximadamente 80 metros de comprimento e 40 de largura. Além do grande espaço, cinco altares dourados e inúmeros objetos de ouro, prata e bronze, antigamente, exibiam a riqueza material que a redução possuía. As pedras foram esculpidas artesanalmente e grande parte continua preservada até hoje.

## Manifestações artísticas
É possível perceber a interação da cultura cristã e indígena na arte missioneira. Os cristãos utilizaram as manifestações artísticas para disseminar seus valores religiosos, e por isso arte e religião estavam diretamente ligadas. A confluência dessas duas culturas distintas foi capaz de criar uma construção histórica única, fazendo com que ambas culturas não permanecessem as mesmas e tanto índios, como missionários, alterassem sua percepção de mundo e seu modo de vida.
Os jesuítas davam grande importância ao ensino artístico, e por meio de sua orientação, os indígenas expressaram seus dons e talentos através da arte. No período das missões, no Rio Grande do Sul, os índios produziram numerosas obras em madeira, entre as quais se destacam as imagens de Nossa Senhora da Conceição e São Lourenço, em cedro policromado. Também produziram esculturas em arenito e os grandes sinos das igrejas. Por meio das técnicas ensinadas pelos jesuítas, os indígenas produziram uma iconografia missionária característica da região. Assim, criou-se a denonimação de arte barroco-missioneira para descrever o estilo único desenvolvido nas reduções.
Além das artes visuais, os jesuítas desenvolveram as artes rítmicas, nas quais os guaranis também se destacavam. Aqueles que se dedicavam à música, sendo cantores ou dançarinos, eram realmente profissionais e praticavam exercícios diários durante anos. Alguns indígenas, em vez de trabalharem na roça ou na oficina, desde os seis ou sete anos tinham ensaios de canto, música e dança. O canto, a música, a dança e o melodrama eram as principais diversões do povo nas festividades, que eram muitas e de grande dimensão.

## Atualidade

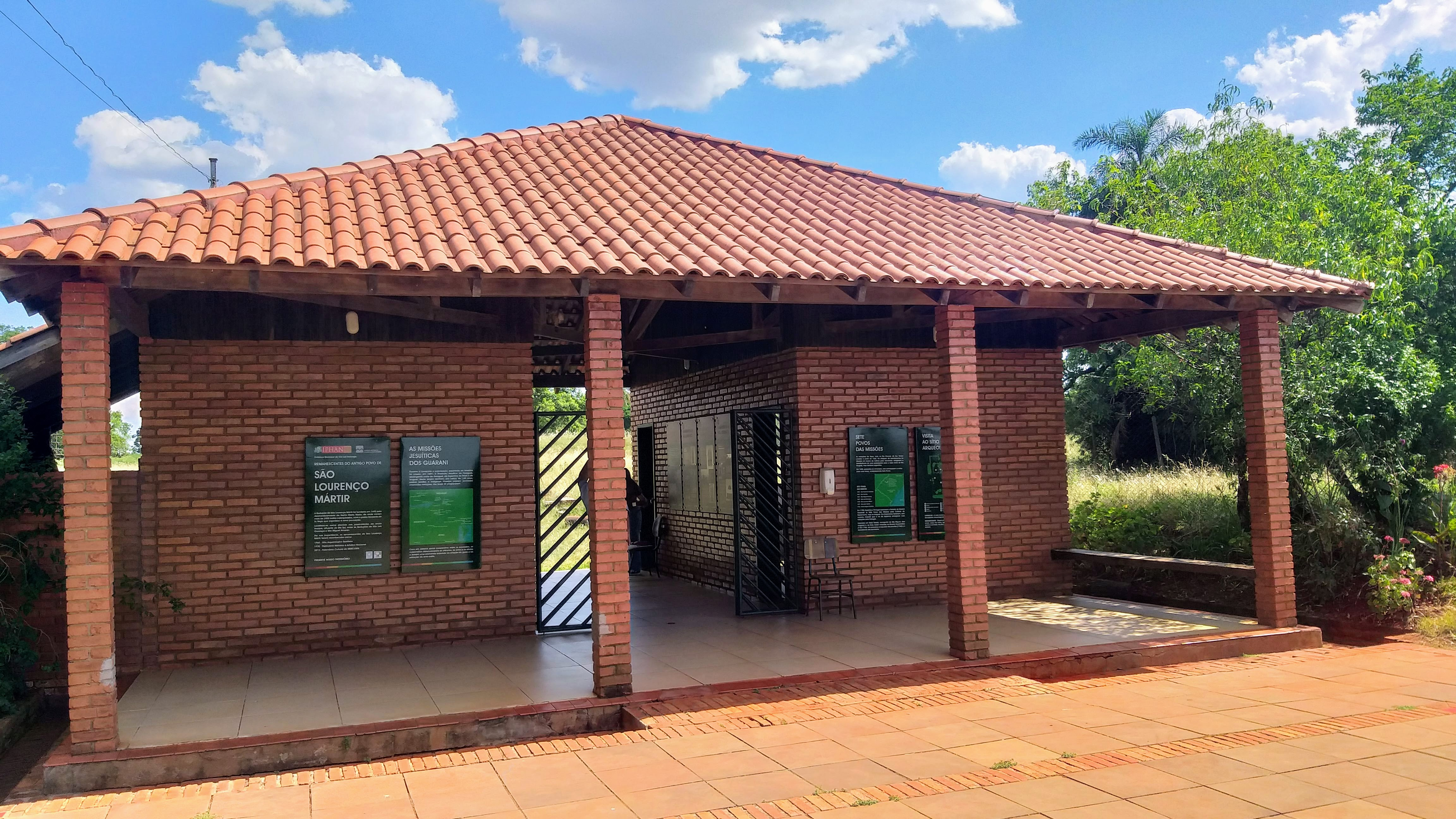
Centro de Apoio ao Visitante, localizado na entrada do sítio.

No sítio arqueológico é possível visitar remanescentes da igreja, do cemitério, do colégio e o espaço da quinta da antiga redução, parcialmente encobertos pela vegetação. Na portaria existe uma exposição sobre os resultados das pesquisas arqueológicas realizadas em São Lourenço.
Há poucos anos foram encontrados espaços onde a população habitante armazenava a água da chuva, funcionando como um tipo de cisterna. Atualmente, já existe um trabalho sendo feito para resgatar esta área de preservação da água. O Sítio Arqueológico São Lourenço está por responsabilidade do Instituto do Patrimônio Histórico e Artístico Nacional (IPHAN), que preservou o cemitério ocupado pelas comunidades recentes da localidade.
O IPHAN trabalha em conjunto com comunidades locais, universidades, governos municipais e estadual, além de instituições privadas com o objetivo de conservar, proteger e valorizar os sítios e sua importância histórica.
Os sítios arqueológicos São Miguel Arcanjo, São Nicolau, São João Batista e São Lourenço Mártir, todos situados no Rio Grande do Sul e que antes integravam as reduções dos Setes Povos das Missões, estão hoje sob a proteção do Governo Federal e são reconhecidos como Patrimônio Nacional.